# Туганлык
«Туганлык» (баш. «Туғанлыҡ» — «Родство») — международный фестиваль тюркоязычных театров.

## Общая характеристика
Международный фестиваль тюркоязычных театров «Туганлык» проводится в столице Башкортостана — в городе Уфе начиная с 1991 года.
Учредителями Международного фестиваля тюркоязычных театров является Министерство культуры Российской Федерации, ТЮРКСОЙ, Министерство культуры Республики Башкортостан, Союз театральных деятелей Российской Федерации, Союз театральных деятелей Республики Башкортостан.
Основными целями проведения фестиваля является сохранение творческих и культурных связей тюркоязычных народов Российской Федерации и зарубежных стран и т. д.
По итогам фестиваля «Туганлык» присуждаются премии по 5 основным номинациям: «Лучший спектакль фестиваля», «Лучшая работа режиссёра», «Лучшая женская роль», «Лучшая мужская роль» и «Лучшая сценография». Кроме них также присуждаются премии: «Лучшая работа композитора», «Лучшая драматургия», «Лучшая роль второго плана», призы «Дебют», «Надежда», «За бережное отношение к традициям и идеалам старшего поколения», «Приз зрительских симпатий» и другие. Спектакли-победители в основных номинациях участвуют в зарубежных гастролях. В рамках фестиваля проходили выставка художников-сценографов (2000), научно-практическая конференция «Тюркская театральная традиция и современный мир» (2006), Международная научно-практическая конференция «Диалог культур и тюркоязычный театр» (2012), мастер-классы и другие.
В 1991 году на фестивале участвовало 11 театральных коллективов, в 1996 году — 9, в 2000 году — 15, 2006 году — 15, а 2012 году их число было 14.
На фестивале в разное время участвовали Азербайджанский академический национальный драматический театр (Баку), Анкарский государственный театр, Государственный национальный драматический театр Республики Алтай (Горно-Алтайск), Балкарский драматический театр (Нальчик), Иссык-Кульский музыкально-драматический театр (Каракол), Национальный молодёжный театр республики Башкортостан имени Мустая Карима, Салаватский государственный башкирский драматический театр, Сибайский государственный башкирский театр драмы имени Арслана Мубарякова, Хакасский национальный театр драмы (Абакан) и другие.

## Лауреаты фестиваля

### I фестиваль — 1991 год
«Лучший спектакль фестиваля»
1-я премия — «Ежевика вдоль плетня» Б. Б. Чиндыкова Чувашского академического драматического театра (Чебоксары);
2-я премия — «Кудангса Великий» П. А. Ойунского Драматического театра Республики Саха (Якутск);
3-я премия — «Бичура» М. А. Гилязова Татарского академического театра (Казань).
«Лучшая работа режиссёра» — «Ҡанатланып ос һин, Толпарым!» — «Вознесись, мой Тулпар!» Ф. М. Булякова, реж. Р. В. Исрафилов Башкирский академический театр драмы имени Мажита Гафури (Уфа).
«Лучшая сценография» — художник В. В. Фёдоров (ЧАДТ, Чебоксары).
«Лучшая женская роль» — Э. А. Юнусова (БАДТ, Уфа).
«Лучшая мужская роль» — О. З. Ханов в спектакле «Төшөмлө урын» — «Доходное место» А. Н. Островского, Театр юного зрителя (Уфа).

### II фестиваль — 1996 год
«Лучший спектакль фестиваля» — «Бибинур, ах, Бибинур!» Ф. М. Булякова, Башкирский академический театр драмы имени Мажита Гафури (Уфа).
«Лучшая работа режиссёра» — «Прощание с Матёрой» В. Н. Яковлева по одноим. повести В. Г. Распутина, реж. В. Н. Яковлев, Чувашский государственный академический драматический театр имени К. В. Иванова (Чебоксары).
«Лучшая сценография» — «Кара и Седип» В. Кок-Оолы, худ. В. Шульга; Тувинский национальный музыкально-драматический театр им. В. Кок-оола (Кызыл).
«Лучшая женская роль» — К. Сейдалиева в спектакле «Манас родной» Ж. Кулмамбетова Кыргызского академического драматического театра (Бишкек).
«Лучшая мужская роль» — Г.-Б. Санатчи, В. Исмаил в спектакле «О надежде, или Три игры про надежду» С. Беккета и М. Хади Азербайджанского молодёжного театра «Йуг» (Баку).

### III фестиваль — 2000 год
«Лучший спектакль фестиваля» — «Кто ты, Субедей?» Э. Мижита Тувинский национальный музыкально-драматический театр им. В. Кок-оола (Кызыл).
«Лучшая работа режиссёра» — «Каин — сын Адама» К. Ашира, реж. К. Ашир, Казахский государственный академический театр драмы имени М. О. Ауэзова, (Алма-Ата).
«Лучшая женская роль» — Л. Усеинова в спектакле «Макбет» У. Шекспира Крымскотатарского академического музыкально-драматического театра (Симферополь).
«Лучшая мужская роль» — Ш. Т. Фархутдинов в спектакле «Угасшие звёзды» К. Г. Тинчурина Татарского театра драмы и комедии (Казань).

### IV фестиваль — 2006 год
«Лучший спектакль фестиваля» — «Кәкүк ояһы» — «Полёт над гнездом кукушки» А. А. Абушахманова по одноим. роману К. Кизи, Башкирский академический театр драмы имени Мажита Гафури (Уфа).
«Лучшая работа режиссёра» — А. А. Абушахманов, Башкирский академический театр драмы имени Мажита Гафури (Уфа).
«Лучшая женская роль» — Л. М. Хамитова в спектакле «Три сестры» А. П. Чехова Татарского академического театра (Казань).
«Лучшая мужская роль» — Х. Г. Утяшев в спектакле «Кәкүк ояһы» — «Полёт над гнездом кукушки» А. А. Абушахманова по одноим. роману К. Кизи, Башкирский академический театр драмы имени Мажита Гафури (Уфа).

### V фестиваль — 2012 год
«Лучший спектакль фестиваля» — «Москва-Васютки» Ф. М. Булякова, Стерлитамакский государственный башкирский драматический театр (Стерлитамак).
«Лучшая работа режиссёра» — А. А. Абушахманов за спектакль «Затмение» по трагедии Мустая Карима «В ночь лунного затмения», Башкирский академический театр драмы имени Мажита Гафури (Уфа).
«Лучшая женская роль» — Т. Осаева в спектакле «Богатая женщина» по пьесе Али Амирли, Кумыкский государственный музыкально-драматический театр им. А. Салаватова.
«Лучшая мужская роль» — Ф. А. Бакиров в спектакле «Москва-Васютки» Ф. М. Булякова, Стерлитамакский государственный башкирский драматический театр (Стерлитамак).
«За оригинальное художественное решение национальной классики» — коллектив Восточно-Казахстанского областного театра драмы им. Жамбыла Республики Казахстан за спектакль «Поскольку человеком я зовусь» А. Кунанбаева.
«Лучшее музыкальное оформление» — «И сказал господь шейтану» Н. Асъялы Анкарского государственного театра Турецкой Республики.
«Лучшая женская роль второго плана» — А. Кривогорницына в спектакле «Богатырь Кюн Кюбэджэ» В. Иванова-Чиллэ Баыылай Нюрбинского государственного драматического театра Республики Саха (Якутия).
«Лучшая мужская роль второго плана» — В. Топоев в спектакле «Остров небесных сетей» по драматической поэме Тикамацу Мондзаэмон Хакасского театра драмы и этнической музыки «Читиген».
«Лучший актёрский дуэт» — актеры А. Товаров и И. Кукуев в спектакле «Тургак» Национального драматического театра Республики Алтай имени П. В. Кучияк.
«Лучшее пластическое решение спектакля» — спектакль по поэме  Эшрефа Шемьи-заде «Аслыхан» Крымскотатарского академического музыкально-драматического театра (Симферополь).

## Жюри
В составе жюри международного фестиваля тюркоязычных театров были известные театральные деятели, в том числе председатели: О. И. Пивоваров (1991), Ю. И. Еремин (1996), В. Я. Калиш (2000), В. А. Андреев (2006), А. С. Борисов (2012).